# 1998-as amatőr ökölvívó-Európa-bajnokság
A 32. amatőr ökölvívó-Európa-bajnokságot 1998. május 17-e és május 24-e közt rendezték meg a fehéroroszországi Minszk városában. Harmincnyolc ország 180 sportolója vett részt a kontinensviadalon, amelyen 12 versenyszámban osztottak érmeket. A verseny kieséses rendszerben zajlott, az elődöntők vesztesei bronzérmet vehettek át.
A kontinenstorna szervezője az Európai Amatőr Ökölvívó Szövetség (EABA) volt. Magyarország sportolói három érmet nyertek; Erdei Zsolt aranyérmet szerzett középsúlyban, Lakatos Pál bronzérmet szerzett papírsúlyban, Nagy János pedig bronzérmet szerzett pehelysúlyban.

## Érmesek
- Erdei Zsolt aranyérmet szerzett középsúlyban.
- Lakatos Pál bronzérmet szerzett kislégsúlyban.
- Nagy János bronzérmet szerzett pehelysúlyban.

| 1998. évi amatőr ökölvívó-Európa-bajnokság érmesei |                                  |                                    |                                                                          |
| Versenyszám                                        | Arany                            | Ezüst                              | Bronz                                                                    |
| Szupernehézsúly                                    | Alekszej Lezin (Oroszország)     | Vlagyimir Lazebnyik (Ukrajna)      | Sinan Şamil Sam (Törökország) Tofik Basisi (Izrael)                      |
| Nehézsúly                                          | Giacobbe Fragomeni (Olaszország) | Szergej Dicskov (Fehéroroszország) | Jevgenyij Makarenko (Oroszország) Kwamena Turkson Svédország             |
| Félnehézsúly                                       | Alekszandr Lebzjak (Oroszország) | Coutney Fry (Anglia)               | Tomasz Adamek (Lengyelország) Claudiu Rasko (Románia)                    |
| Középsúly                                          | Erdei Zsolt (Magyarország)       | Brian Magee (Írország)             | Jean-Paul Mendy (Franciaország) Dimitrij Sztrelcsinyin (Oroszország)     |
| Nagyváltósúly                                      | Frédéric Esther (Franciaország)  | Aslan Ercüment (Törökország)       | Christopher Bessey (Anglia) Adrian Diaconu (Románia)                     |
| Váltósúly                                          | Oleg Szaitov (Oroszország)       | Szerhij Dzindziruk (Ukrajna)       | Marian Simion (Románia) Vadim Mezga (Fehéroroszország)                   |
| Kisváltósúly                                       | Dorel Simion (Románia)           | Nurhan Süleymanoğlu (Törökország)  | Dimitrij Pavluscsenko (Oroszország) Szergej Bikovszki (Fehéroroszország) |
| Könnyűsúly                                         | Kay Huste (Németország)          | Koba Gogoladze (Grúzia)            | Tigran Ouzlian (Görögország) Artur Gevorkian (Örményország)              |
| Pehelysúly                                         | Ramaz Paliani (Törökország)      | Artyom Simonyan (Örményország)     | Szancsat Szajan (Oroszország Nagy János (Magyarország)                   |
| Harmatsúly                                         | Szerhij Danilcsenko (Ukrajna)    | Marian Alexandru (Románia)         | Raimkul Malahbekov (Oroszország) Reidar Walstad (Norvégia)               |
| Légsúly                                            | Volodimir Szidorenko (Ukrajna)   | Ilfat Rjazapov (Oroszország)       | Vachtang Darchinyan (Örményország) Ramaz Gazashvili (Grúzia)             |
| Kislégsúly                                         | Szergej Kazakov (Oroszország)    | Ivan Stapovicis (Litvánia)         | Lakatos Pál (Magyarország) Oleg Kirjucsin (Ukrajna)                      |